# Ільченко Сергій Васильович
Сергі́й Васи́льович І́льченко (нар. 16 листопада 1982 — 25 жовтня 2015) — сержант Збройних сил України, учасник російсько-української війни.

## Життєпис
Народився 1982 року в Грицеві Хмельницької області, проживав у селі Софіївська Борщагівка Києво-Святошинського району. 1990 року пішов навчатися до загальноосвітньої школи № 1 Софіївської Борщагівки, після закінчення якої навчався в Київському транспортно-економічному технікумі. У 2001—2003 роках проходив строкову службу, Прикордонні війська України, здобув військове звання сержанта. Демобілізувавшись, розпочав трудову діяльність у меблевій галузі, на різних посадах.
Призваний під час 6-ї хвилі мобілізації влітку 2015-го; сержант, головний сержант взводу 53-ї окремої механізованої бригади.
25 жовтня 2015-го загинув поблизу села Кам'янка Ясинуватського району під час несення служби. Тоді ж загинув молодший сержант Задорожній Віктор Володимирович.
Похований у Софіївській Борщагівці Київської області.
Без Сергія лишилися дружина та син.[джерело?]

## Вшанування
- Присвоєно звання «Герой-захисник Вітчизни» Києво-Святошинського району (згідно з рішенням Києво-Святошинської районної ради, 20.12.2016)[джерело?].
- в Грицеві існує вулиця Ільченка[1]